# 中村英代
中村 英代（なかむら ひでよ、1975年6月26日 - ）は、日本の社会学者。日本大学文理学部社会学科教授。専門は臨床社会学、社会問題論、質的調査法。

## 経歴
東京都生まれ。2000年お茶の水女子大学文教育学部人間社会科学科応用社会学コース卒業。2002年東京大学大学院人文社会系研究科修士課程修了。2007年お茶の水女子大学大学院人間文化研究科博士後期課程単位取得満期退学。
2002年修士（社会学：東京大学）、2007年博士（社会科学：お茶の水女子大学）。

## 著書

### 単著
- 『摂食障害の語り―〈回復〉の臨床社会学』（新曜社、2011年）
（第11回日本社会学会奨励賞・著書の部受賞）
- 『社会学ドリル―この理不尽な世界の片隅で』（新曜社、2017年）
- 『依存症と回復、そして資本主義ー 暴走する社会で〈希望のステップ〉を踏み続ける』（光文社、2022年)
- 『嫌な気持ちになったら、どうする？ ネガティブとの向き合い方』（ちくまプリマー新書、2023年）

### 共編著
- ダルク研究会編『ダルクの日々―薬物依存者たちの生活と人生(ライフ)』（知玄舎、2014年）
- 南保輔・中村英代・相良翔編『当事者が支援する－薬物依存からの回復　ダルクの日々パート2』（春風社、2018年）